# Craig Rice
Craig Rice, egentligen Georgiana Ann Randolph Walker Craig, född 5 juni 1908, död 28 augusti 1957, var en amerikansk deckarförfattare. Hon blev den första deckarförfattaren att avbildas på omslaget till Time Magazine.

## Biografi
Georgiana Craig föddes som dotter till amatörkonstnären Bosco Craig och hans fru, amatörskulptrisen Mary. Strax efter födseln flyttade modern efter sin make till Europa och lämnade dottern hos sin makes mor, där också hans halvsyster, Nan, med man, Elton, bodde. Nan och Elton Rice som själva var barnlösa uppfostrade henne tills makarna Craig återvände till USA. Men efter bara tre år återvände föräldrarna till Europa, och makarna Rice adopterade så småningom Georgiana, som fick heta Georgiana Craig Rice, tills hon senare lade bort förnamnet.
Craig Rice fick två döttrar, Nancy och Iris, som hon lämnade hos sina adoptivföräldrar, medan sonen David skickades från fosterhem till fosterhem, ända tills hennes dåvarande make, Laurence Lipton, en mindre känd beatförfattare, något år efter Elton Rice död 1941, övertalade henne att samla familjen. Både Rice och Lipton missbrukade dock alkohol, och Rice gjorde flera självmordsförsök. Hon led av ohälsa och förlorade hörseln på ena örat samt fick starkt försämrad syn. Hon dog strax innan sin femtionde födelsedag.

## Rice litterära liv
Rice gjorde sin litterära debut i slutet på 1930-talet, när deckarens guldålder hade haft sin topp, med Alla goda ting är tre (8 faces at 3, 1939). De första böckerna behandlar ofta överklassen kontra den undre världen.. Hennes produktion i övrigt kombinerar den hårdkokta stilen med screwball-komedin. Hennes surrealistiska stil är en direkt arvtagare till stumfilmsstjärnan Buster Keaton och animatören Chuck Jones, men även till deckarförfattare såsom Jacques Futrelle och Ellery Queen, framför allt med tanke på hur hennes intriger lyckas att vara både konstiga och logiska på samma gång.. Rice var produktiv, och skrev åtminstone en roman per år, med ett uppehåll mellan ungefär 1945 och 1948, och flera kortare uppehåll senare i karriären när hennes hälsa blev sämre.
De flesta av hennes böcker kretsar kring en trio protagonister: Jake Justus, en stilig men inte särskilt smart tidningsagent, Helene Brand, en partyprinsessa som fått ett stort arv (och som senare blir gift med Justus), och John Joseph Malone, en halvalkoholiserad advokat, med drag som senare skulle förknippas med TV-deckaren Columbo. Mot alla odds och med mer tur än skicklighet, lyckas denna trio lösa brott som ofta innehåller frimodiga och surrealistiska inslag.. Tillsammans figurerar trion i åtminstone 11 romaner samt ett antal noveller.
Rice andra stora serie, en trilogi, handlar om resefotograferna Bingo Riggs och Handsome Kusak (på svenska kallad Snyggis), även den surrealistiskt komisk. 
Några av Rice mest omtyckta böcker är dock utanför hennes vanliga serier: framför allt brukar Mord, lilla mor (Home Sweet Homicide, 1944) nämnas. Den har även filmats med Randolph Scott och Peggy Ann Garner.
I början av 1940-talet åkte Rice till Hollywood där hon bland annat arbetade med ett par filmer om Falken Falkens sista bragd (1942, med George Sanders i huvudrollen) och Falken i fara (1943, där Sanders bror, Tom Conway hade tagit över huvudrollen). Filmernas stil låg inte långt ifrån hennes egen, och hon samarbetade dessutom med en av sina framtida arbetspartners, Stuart Palmer.
Rice skrev även grundidén till Gangsterterror slås ned (The Underworld Story, 1950), en thriller med politiska inslag, med andra ord, långt ifrån hennes vanliga komiska deckare.
År 1955 påbörjade Rice novellen Mrs Schultz is Dead vad som skulle ha blivit en ny serie som utspelar sig bland journalister i en förort. Hon skrev aldrig några fler i serien.
Hennes sista oavslutade roman handlar om Bingo och Handsome, och avslutades efter hennes död av Ed McBain, Hus så hemskt  (The April Robin Murders, 1958)

### Rice under andra namn
Craig Rice skrev också böcker under andra namn än sitt eget. Hon använde till exempel pseudonymen Daphne Sanders för romanen To Catch a Thief (1943).
Hennes tredje serie (även den i tre volymer), publicerades under pseudonymen Michael Venning, och handlade om privatdetektiven Melville Fairr, en grå, liten man, som även fick vara huvudperson i några noveller.
Craig Rice spökskrev också för ett antal kändisar, till exempel dansösen Gypsy Rose Lee och skådespelaren George Sanders (se ovan).

### Under eget namn
- 1939 - 8 faces at 3, även utgiven som Death at three och som Murder stops the clock)
- 1940 - The corpse steps out
- 1940 - The wrong murder
- 1941 - The right murder
- 1941 - Trial by fury
- 1942 - The big midget murders
- 1942 - The Sunday pigeon murders
- 1942 - Telefair, även utgiven som Yesterday's murder)
- 1943 - Having wonderful crime
- 1943 - The Thursday turkey murders
- 1944 - Home sweet homicide
- 1944 - Crime on my hands (tillsammans med Cleve Cartmill)
- 1945 - The lucky stiff
- 1948 - The fourth postman
- 1949 - Innocent bystander
- 1957 - Knocked for a loop, även utgiven som The double frame
- 1957 - My kingdom for a hearse
- 1958 - The April Robin murders (avslutad av Ed McBain och postumt utgiven)
- 1960 - The name is Malone (novellsamling, postumt utgiven)
- 1963 - The people vs Withers and Malone (tillsammans med Stuart Palmer, novellsamling, postumt utgiven)
- 1967 - But the doctor died (postumt utgiven)
- 1982 - Murder, mystery and Malone (novellsamling, postumt utgiven)

### Som Gypsy Rose Lee
- 1941 - The G-string murders, även utgiven som Lady of burlesque och The strip-tease murders
- 1942 - Mother finds a body

### Som Michael Venning
- 1942 - The man who slept all day
- 1943 - Murder through the looking glass
- 1944 - Jethro hammer

### Som Daphne Sanders
- 1943 - To catch a thief

Därtill har Rice skrivit ett stort antal noveller som aldrig har samlats i bokform.

## Biografi
- Who Was That Lady?: Craig Rice: The Queen of Screwball Mystery (2001) av Jeffrey Marks